# Elecciones estatales de Alta Austria de 2021
Las elecciones estatales de Alta Austria de 2021 se llevaron a cabo el 26 de septiembre. En dicha elección se eligieron a los cincuenta y seis miembros del Landtag de Alta Austria y los nueve concejales estatales.

## Sistema electoral
Los 56 escaños del Landtag de Alta Austria se eligen mediante representación proporcional de lista abierta en un proceso de dos pasos. Los escaños se distribuyen entre cinco distritos electorales plurinominales. Para que los partidos reciban alguna representación en el Landtag, deben ganar al menos un escaño en una circunscripción directamente o superar un umbral electoral del cuatro por ciento en todo el Estado. Los escaños se distribuyen en distritos electorales de acuerdo con la cuota Hare, y los escaños restantes se asignan utilizando el sistema D'Hondt a nivel estatal, para garantizar la proporcionalidad general entre el porcentaje de votos de un partido y su porcentaje de escaños.

## Resultados
|                                                                                        |                                                                |           |       |        |         |       |       |       |
| Partido                                                                                | Partido                                                        | Votos     | %     | +/−    | Escaños | +/−   | Conc. | +/−   |
|                                                                                        | Partido Popular Austríaco (ÖVP)                                | 303,835   | 37.61 | +1.24  | 22      | +1    | 4     | ±0    |
|                                                                                        | Partido de la Libertad de Austria (FPÖ)                        | 159,692   | 19.77 | –10.59 | 11      | –7    | 2     | –1    |
|                                                                                        | Partido Socialdemócrata de Austria (SPÖ)                       | 150,094   | 18.58 | +0.21  | 11      | ±0    | 2     | +1    |
|                                                                                        | Los Verdes-La Alternativa Verde (GRÜNE)                        | 99,496    | 12.32 | +2.00  | 7       | +1    | 1     | ±0    |
|                                                                                        | MFG–Austria Personas – Libertad – Derechos Fundamentales (MFG) | 50,325    | 6.23  | Nuevo  | 3       | Nuevo | 0     | Nuevo |
|                                                                                        | NEOS – La Nueva Austria (NEOS)                                 | 34,204    | 4.23  | +0.76  | 2       | +2    | 0     | ±0    |
|                                                                                        |                                                                |           |       |        |         |       |       |       |
|                                                                                        | Partido Comunista de Austria (KPÖ)                             | 6,504     | 0.81  | +0.06  | 0       | ±0    | 0     | ±0    |
|                                                                                        | Mejor Alta Austria (BESTE)                                     | 1,977     | 0.24  | New    | 0       | Nuevo | 0     | Nuevo |
|                                                                                        | Partido Cristiano de Austria (CPÖ)                             | 863       | 0.11  | –0.25  | 0       | ±0    | 0     | ±0    |
|                                                                                        | Movimiento Independiente Ciudadano (UBB)                       | 533       | 0.07  | Nuevo  | 0       | Nuevo | 0     | Nuevo |
|                                                                                        | Referéndum (R)                                                 | 277       | 0.05  | Nuevo  | 0       | Nuevo | 0     | Nuevo |
| Votos nulos/en blanco                                                                  | Votos nulos/en blanco                                          | 27,348    | –     | –      | –       | –     | –     | –     |
| Total                                                                                  | Total                                                          | 835,248   | 100   | –      | 56      | 0     | 9     | 0     |
| Votantes registrados/participación                                                     | Votantes registrados/participación                             | 1,094,074 | 76.34 | –5.29  | –       | –     | –     | –     |
| Fuente: Gobierno de Alta Austria Archivado el 1 de octubre de 2021 en Wayback Machine. |                                                                |           |       |        |         |       |       |       |

## Preferencias
1. ↑  «Zwei Termine für die Landtagswahl 2021». Heute.at (en alemán). Consultado el 10 de septiembre de 2021.
2. ↑  «RIS - Oö. Landtagswahlordnung - Landesrecht konsolidiert Oberösterreich, Fassung vom 10.09.2021». www.ris.bka.gv.at. Consultado el 10 de septiembre de 2021.

- Datos: Q26387553
- Multimedia: 2021 Upper Austrian state election / Q26387553